# Фиалка Патрена
Фиалка Патрена (также фиалка Патрэна; лат. Viola patrinii) — вид травянистых растений рода Фиалка (Viola) семейства Фиалковые (Violaceae).
Вид назван в честь французского ботаника Эжена Луи Мельхиора Патрена.

## Ботаническое описание
Многолетнее травянистое бесстебельное растение, 4—17 (33) см высотой. Корневище короткое, с тонкими тёмно-бурыми придаточными корнями. Листья прикорневые, до 30 см длиной, на длинных крылатых черешках; пластинки листьев сначала от продолговато-яйцевидных или продолговатых со слабосердцевидным или тупым основанием, к концу лета — треугольные или овально-треугольные со стреловидным основанием, по краю неравногородчато-зубчатые, опушённые или голые.
Цветки 0,8—1,8 см в диаметре. Цветоножки равны или немного длиннее листьев с двумя узкотреугольными или узколинейными прицветниками, расположенными посередине. Чашечка с узкотреугольными зубцами и придатками около 1 мм длиной. Венчик белый, лепестки овальные или продолговатые, боковые — бородчатые, шпорец 1—3 мм длиной. Плод — голая, продолговатая или узкопродолговатая коробочка.
Цветение в конце мая — начале июня. Хромосомное число 2n = 12, 24, 36.

## Экология и распространение
Мезофит. Произрастает на сырых и пойменных лугах, на закустаренных лугах в поймах рек, в прибрежных зарослях кустарников (ив) и тополевых лесах, на опушках в России: Средняя Сибирь (Хакасия, Верхний Енисей, Тыва), юг Восточной Сибири (южная оконечность Байкала), Якутия, Дальний Восток; а также: Монголия, Китай (Внутренняя Монголия, Хэйлунцзян, Гирин и Ляонин), Корея и Япония.

## Охрана
Включён в красные книги Красноярского края (известно 16 местонахождений на юге края), республик Саха (Якутия) (охраняется в заповеднике «Олёкминский») и Тыва (два местонахождения в окрестностях сёл Сыстыг-Хем и Тоора-Хем).

## Синонимы
- Viola averyi Kellogg
- Viola chinensis G.Don
- Viola mandshurica var. patrinii (DC. ex Ging.) Y.N.Lee
- Viola nepaulensis DC. ex D.Don
- Viola patrinii var. brevicalcarata Skvortsov
- Viola patrinii f. toyokoroensis Koji Ito
- Viola primulifolia var. glabra Nakai
- Viola roxburghiana Voigt